# Йозеф Верндль
Йозеф Верндль (нім. Josef Werndl; 26 лютого 1831, Штайр, Австрійська імперія — 29 квітня 1889, там же) — австрійський промисловець, винахідник і виробник стрілецької зброї.

## Біографія

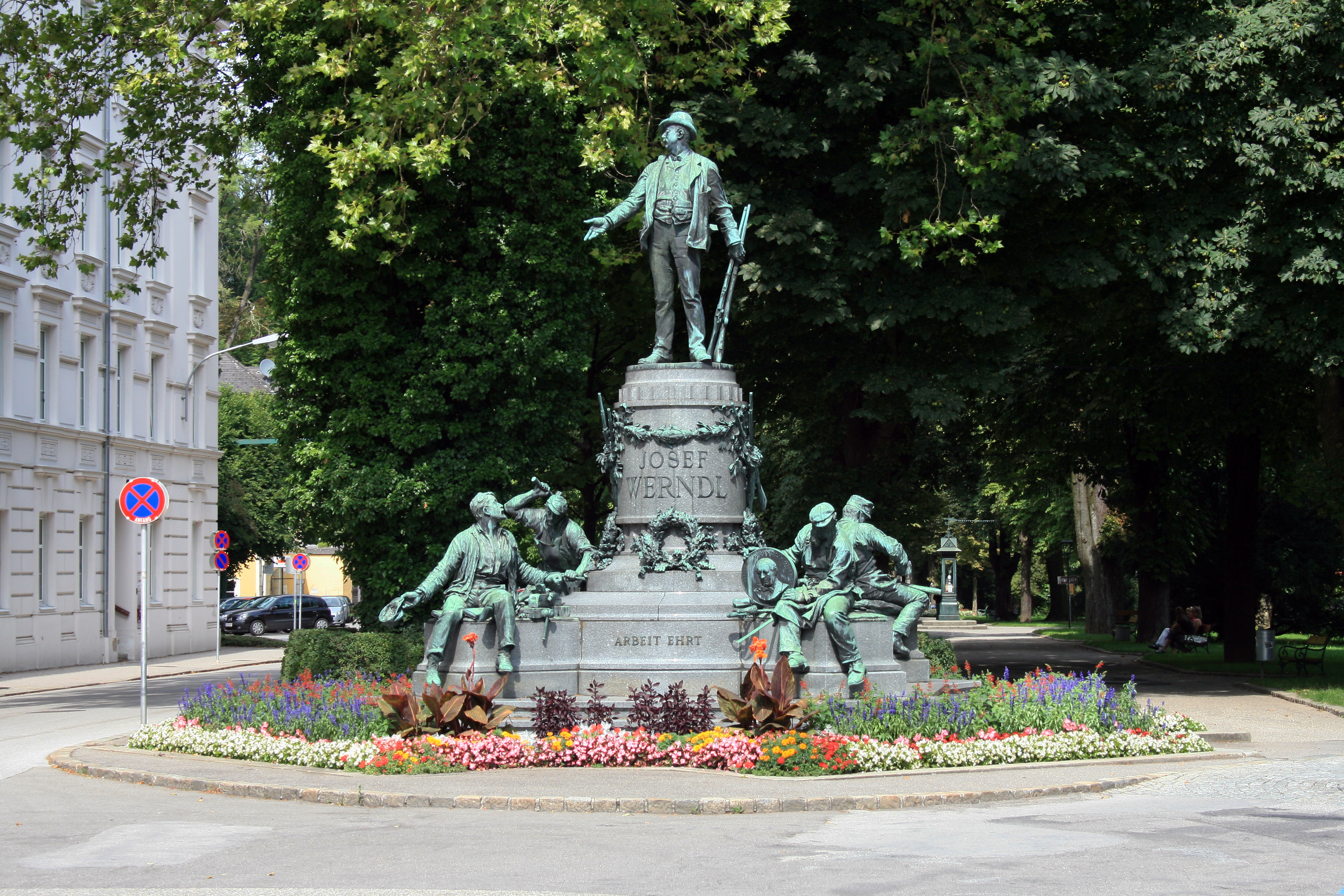
Пам'ятник Йозефу Верндлю у Штайрі роботи скульптора В. Тільгнера

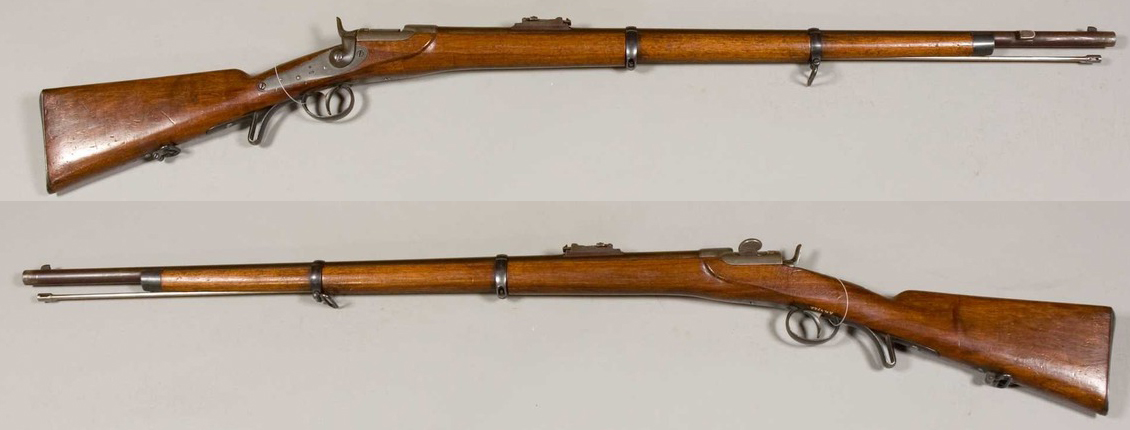
Гвинтівка Верндля M1867

Народився в сім'ї зброярів. Працював помічником майстра в Празі, потім на казенному збройовому заводі в Верінгі поблизу Відня, здійснив ознайомчі поїздки в Англію, Тюрінгію, працював на збройових заводах Remington Arms і Colt у Сполучених Штатах.
Вивчивши новітні верстати та обладнання серійного виробництва зброї, Верндль в 1853 році повернувся в рідний Штайр, де після смерті батька очолив і модернізував сімейне збройне підприємство .
Залучив на своє підприємство чеського конструктора Карела Голуба, разом з яким розробив сучасну систему рушниць.
Рушницю конструкції Голуба, яка заряджалася з казенної частини, почали випускати в Штайрі масово. Вона надійшла на озброєння австрійської армії. Разом з братом Францем він у 1864 році створив сучасне на той час підприємство — Josef und Franz Werndl & Comp., Waffenfabrik und Sägemühle.
В липні 1867 Верндль отримав патент на нову систему заряджання гвинтівок, і переміг Ремінгтона у конкурсі на новий тип рушниць для австро-угорської армії (карабін Верндля M1867). Отримав замовлення на виготовлення 100 000 карабінів нового типу (який пізніше збільшили пізніше до 150 000 штук). Підприємство Верндля у Штайрі інтенсивно розвивалося і в 1880-ті роки стало одним з найбільших у світі. Кількість співробітників зросла до 6000 чоловік, а підприємство отримало отримало назву Österreichische Waffenfabriksgesellschaft (OEWG). Виробництво зброї збільшилася до приблизно 8000 гвинтівок в тиждень.
Пізніше OEWG зайнялося виробництвом електрогенераторів, обладнання для руслових ГЕС, ламп розжарювання та газосвітних ламп. Штайр став першим великим містом, яке було освітлено електрикою від гідроенергії. У 1894 році почали виробляти і велосипеди під маркою Waffenrad.
Співпраця з Голубом і інженером Ф. Манліхером, зробило австрійський збройовий завод одним з найбільших виробників зброї в світі, з більш ніж дев'ятьма мільйонами виробленої зброї різного типу між 1869 і 1911 рр. На підприємстві було зайнято понад 15000 співробітників, OEWG став найбільший збройний заводом у Європі. OEWG пізніше, у великій мірі, займався виробництвом зброї для потреб армії у Першій світовій війні.

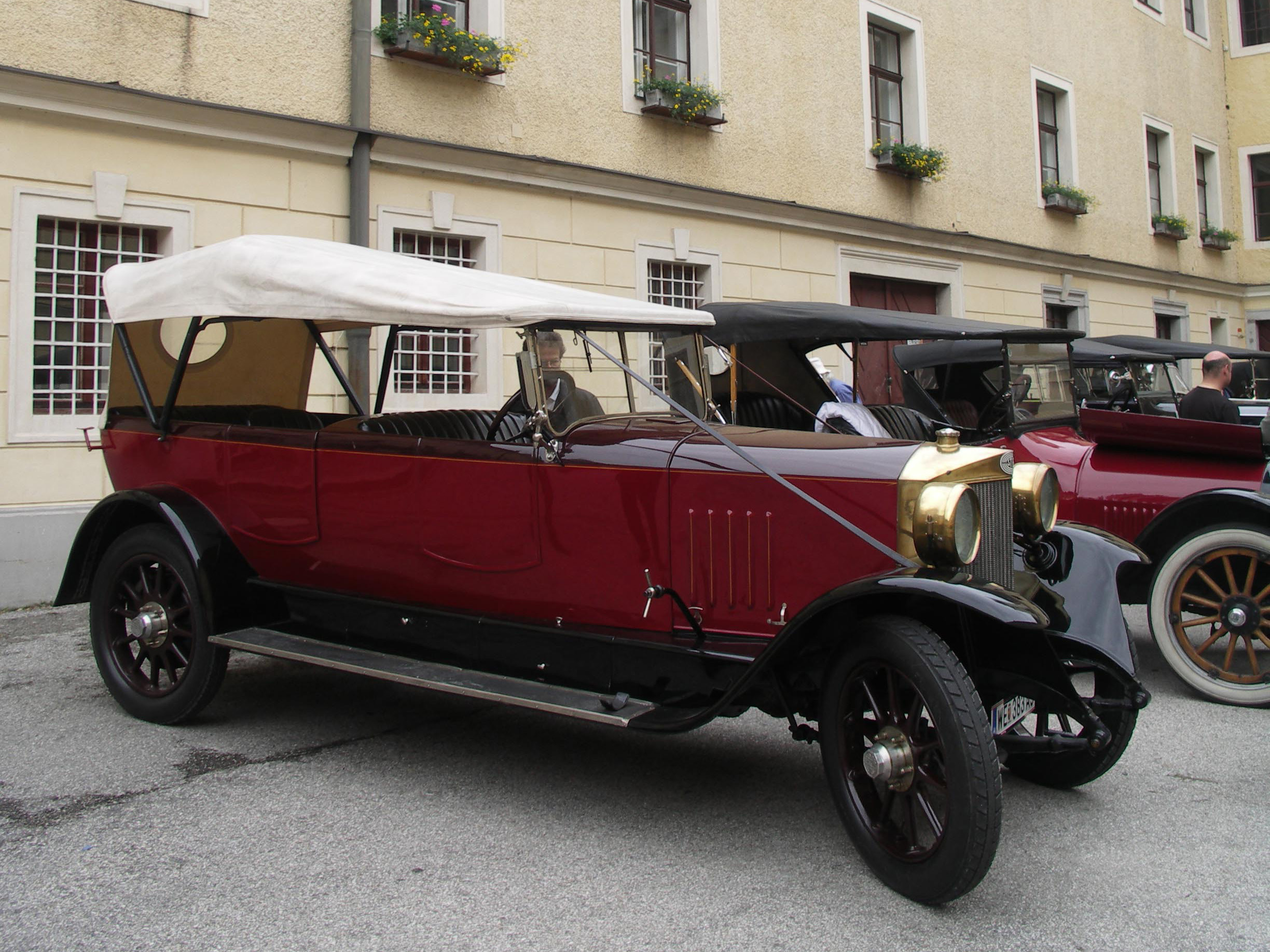
Автомобіль Steyr VII 1926 року

Й. Верндль з братом заснував також фірму Steyr-Daimler-Puch, що існувала в 1864—2001 роках, яка займалася виробництвом вогнепальної зброї, військової техніки, тракторів, легкових і вантажних автомобілів, велосипедів, мотоциклів і літаків. В 1934 році вона злилася з Austro-Daimler. Штаб-квартира знаходилась в місті Штайр. У 2001 році компанія припинила виробництво автомобілів.
Й. Верндль побудував для персоналу сучасні житлові будинки, школи і басейни, виплачував зарплату вище середнього рівня, усіх співробітників і членів їх сімей забезпечував безкоштовною медичною допомогою.
Помер від пневмонії.

## Нагороди
- Робота Й. Верндля у 1870 році була відзначена Орденом Залізної корони ІІІ ступеня, а в 1883 — Імператорським австрійським орденом Франца Йосифа.
- Й. Верндлю в рідному місті встановлена бронзова статуя і створено меморіал.
- Одна з вулиць у Штайрі носить його ім'я.